# 何啟鎮
何啟鎮，中華民國陸軍中將， 陸軍官校專科5期（1984年班；73年班），同期將領還有國防部常務次長房茂宏中將、前金防部副指揮官古勝文少將等二人。何員為航空兵出身，曾任陸軍副司令、陸軍航空特戰指揮部中將指揮官、陸軍航空特戰指揮部少將副指揮官、陸軍航空特戰指揮部少將參謀長，航特部602旅少將旅長等職務。2012年7月1日晉升少將、2017年7月1日晉升中將。2022年2月升任陸軍副司令。。2022年9月1日退伍。